# Gonomyia (Prolipophleps) divergens
Gonomyia (Prolipophleps) divergens is een tweevleugelige uit de familie steltmuggen (Limoniidae). De soort komt voor in het Palearctisch gebied.